# Let's Go (Trick Daddy)
Let's Go è un singolo prodotto da Trick Daddy in collaborazione con Lil Jon e Twista, tratto dall'album Thug Matrimony: Married to the Streets.
Alcune note di chitarra e basso sono state prese dalla canzone Crazy Train di Ozzy Osbourne.